# Rue Sainte-Élisabeth
La rue Sainte-Élisabeth est une voie du 3e arrondissement de Paris, en France.

## Situation et accès
La rue Sainte-Élisabeth est une voie publique située dans le 3e arrondissement de Paris. Elle débute au 8, rue des Fontaines-du-Temple et se termine aux 70-70 bis, rue de Turbigo.

## Origine du nom

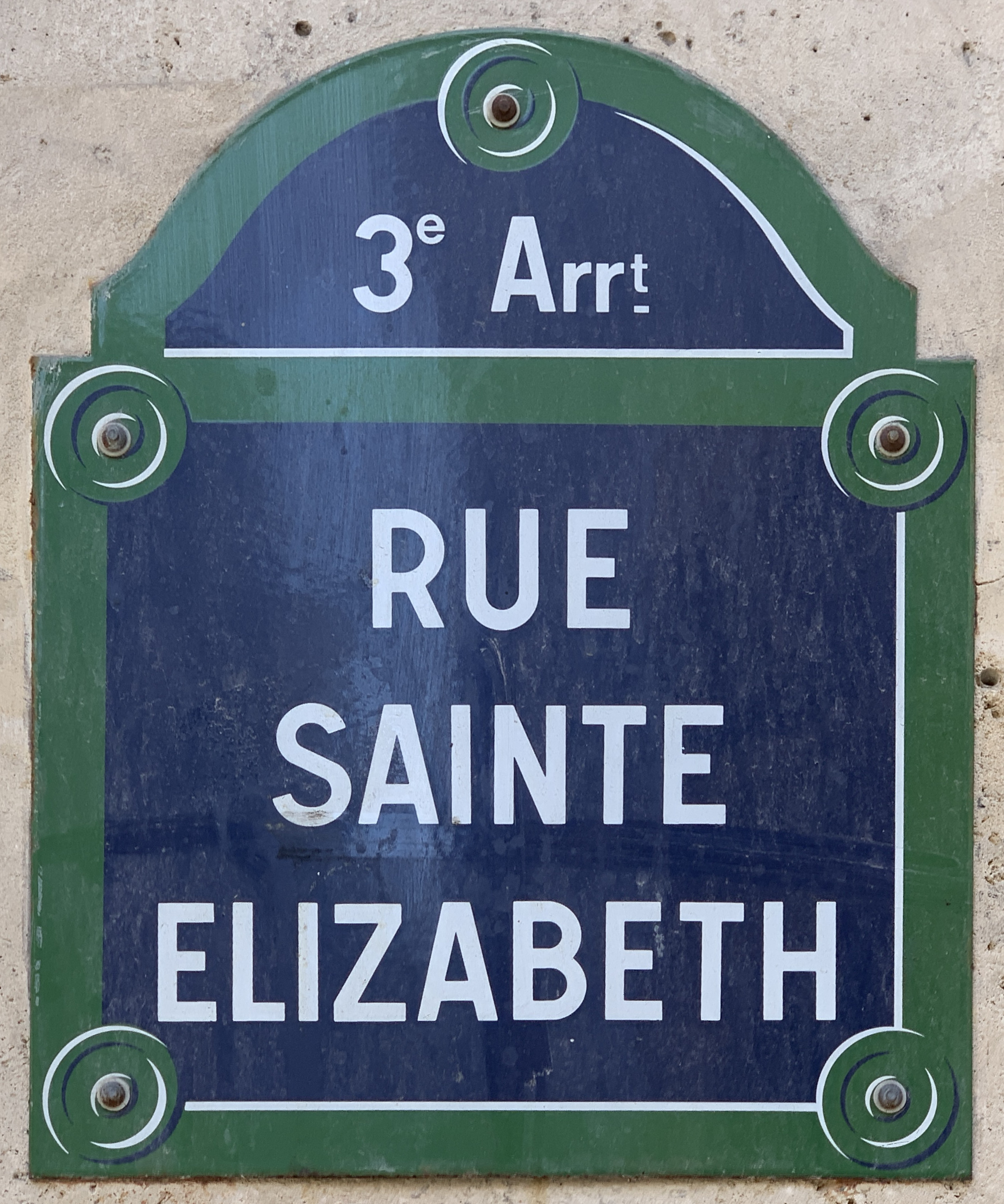
Plaque de la rue.

Cette voie doit son nom au voisinage de l'ancien couvent des Filles de Sainte-Élisabeth.

## Historique
Cette rue a été ouverte en 1807 entre le couvent des Madelonnettes et le couvent des Filles de Nazareth. Elle perdit sa moitié nord en 1858 lors de l'ouverture de la rue de Turbigo.

## Bâtiments remarquables et lieux de mémoire
- L'école Germain Pilon ouvre dans cette rue en 1882[3].